# Forces armées de la république du Vietnam
Les Forces armées de la république du Viêt Nam (en vietnamien : Quân lực Việt Nam Cộng hòa - QLVNCH, en anglais: Republic of Vietnam Military Forces - RVNMF), étaient les forces de défense armées officielles de la défunte république du Viêt Nam et étaient responsables de la défense de l'État depuis son indépendance de la France en octobre 1955 jusqu'à sa disparition en avril 1975. Le prédécesseur de cette armée était l’Armée nationale vietnamienne, créée le 8 décembre 1950.

## Composition
La QLVNCH a été officiellement créée le 30 décembre 1955 par l'homme fort et premier président républicain du Sud-Vietnam, Ngo Dinh Diem, qui l'avait déclarée le 26 octobre de la même année après avoir remporté un référendum truqué sur l'avenir de l'État du Viêt Nam. Créées à partir d'unités auxiliaires coloniales indochinoises de l'ex-Armée de l'Union française (Français : Supplétifs), rassemblées plus tôt le 8 décembre 1950 dans l'Armée nationale vietnamienne ou ANV (Vietnamien : Quân Đội Quốc Gia Việt Nam - QĐQGVN), Armée nationale vietnamienne (ANV) en français, les forces armées du nouvel État se composaient au milieu des années 1950 de branches de service terrestres, aériennes et navales, respectivement :
La QLVNCH disposait de plusieurs branches, à savoir :
- une armée de terre (en vietnamien : Lục quân Việt Nam Cộng hòa) ;
- une armée de l'air (en vietnamien : Không lực Việt Nam Cộng hòa). Contrairement à l'armée de terre, le recrutement de l'armée de l'air reposait entièrement sur le principe du volontariat. Son centre de recrutement était la base aérienne de Tân Sơn Nhất et les recrues devaient subir un test de dépistage puis suivre un examen physique avant leur enrôlement ;
- une marine (en vietnamien : Hải quân Việt Nam Cộng hòa) ;
  - incluant une division de Marines (en vietnamien : Sư Đoàn Thủy Quân Lục Chiến).

Leur rôle était défini comme suit : 
- protéger la souveraineté de la nation vietnamienne libre et celle de la République ;
- maintenir l'ordre politique et social et l'État de droit en assurant la sécurité intérieure ;
- défendre la république du Viêt Nam nouvellement indépendante contre les menaces extérieures (et intérieures) ;
- contribuer à la réunification du Viêt Nam - divisé depuis les accords de Genève en juillet 1955 en deux États transitoires, l'un au nord dirigé par le régime marxiste du parti Lao Dong de Ho Chi Minh et l'autre au sud sous le régime de Ngo Dinh Diem.

La QLVNCH était à sa constitution en 1954/1955 d'un total de 279 200 hommes dont 177 200 soldats réguliers et 102 000 territoriaux. Ses effectifs s'accrurent après le déclenchement du conflit et en 1955 elle disposait de 514 000 hommes (250 000 réguliers et 264 000 territoriaux).
En 1971/1972, elle atteignit son maximum avec 1 048 000 militaires dont 410 000 dans l'armée de terre, 50 000 dans l'armée de l'air, 14 000 dans l'infanterie de marine, 42 000 dans la marine, 284 000 dans les forces régionales et 284 000 dans les forces populaires. Elle avait à cette date environ 500 avions, 500 hélicoptères et 1 680 navires de guerre — l'immense majorité étant des vedettes fluviales —, principalement fournis par l'armée américaine, en partie à la suite du retrait de ses forces du pays qui lui avait transféré une partie de son matériel.
Elle disposait en 1974 d'un millier d'avions de combat et 900 hélicoptères. Ses forces étaient alors réparties dans 11 divisions d'infanterie et dans une division aéroportée ainsi que dans 4 corps d'armée différents pour les fantassins.
Le commandant en chef du QLVNCH était Nguyên Khanh, qui était également un ambassadeur et le Premier ministre du Sud-Viêt Nam.

## Source
- (en) Cet article est partiellement ou en totalité issu de l’article de Wikipédia en anglais intitulé « Republic of Vietnam Military Forces » (voir la liste des auteurs).